# 冠山天宁寺双塔
冠山天宁寺双塔位于山西省阳泉市平定县冠山镇南营街。双塔均为八角三层楼阁式砖塔，始建于北宋，后经多次重修，现通高约21米。冠山天宁寺双塔具有明确的建造年代，塔身造型及仿木构做法，具有重要的历史价值。西塔内出土的佛教文物也具有较重要的历史和文化价值。2013年被列为第七批全国重点文物保护单位。

## 概况
据清光绪《平定州志》记载，天宁寺始建于北宋熙宁年间（1068～1077年），历经明、清两代多次维修。抗战前夕仅剩双塔，1983年西塔的三四层垮塌，2005年东塔倾斜，形成安全隐患。2005年7月重修时，在西塔发现了佛骨、舍利、刻有《大宋平定军葬舍利佛骨塔铭并序》的石碑等一批重要文物，判定西塔建造年代为北宋至道元年（995年），乃宋太宗赐令建塔安葬平定西回村发现的舍利。
天宁寺双塔外观形制基本相同，均为八角三层楼阁式砖塔。通高约21米，塔身每层均设平座，从第二层开始收分明显。塔身外壁做仿木构砖雕梁柱，檐下和平座都饰有仿木构砖雕斗栱，上下均为五铺作出双杪。双塔在结构和做法上仍有差异，如：西塔原为空筒状塔，用木板分隔楼层。东塔则为实心塔，明嘉靖十八年（1559年）曾重修东塔塔刹。双塔除均仿板门和直棂窗外，西塔还雕有毬文格子；东塔转角铺作斜出批竹昂状耍头，且有普拍枋。从建筑形制上对比分析，东塔应晚于西塔。